# Wilhelm Lobsien

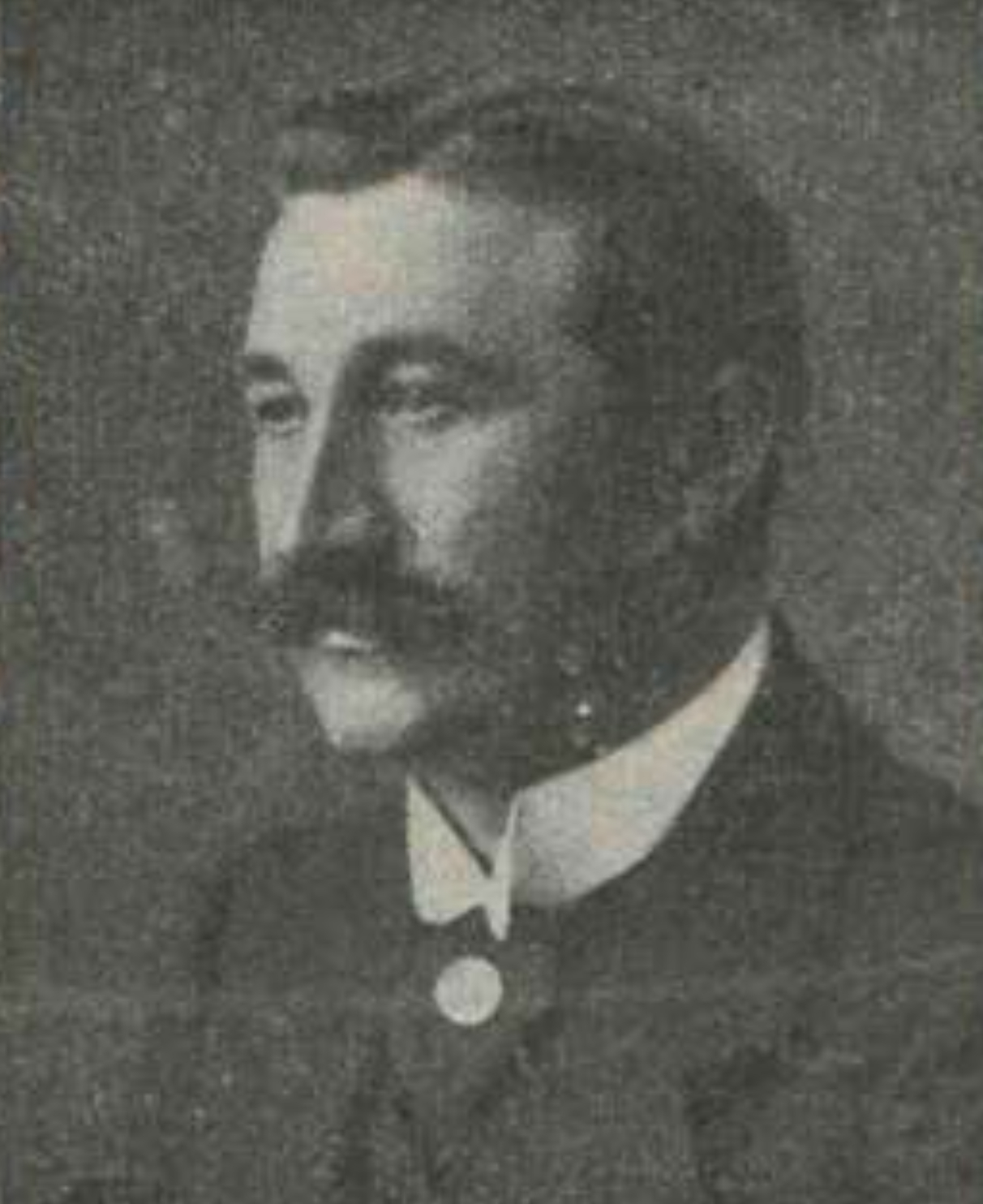
Wilhelm Lobsien, um 1911

Wilhelm Lobsien (* 30. September 1872 in Foldingbro, Amt Ripen, Dänemark; † 26. Juli 1947 in Niebüll, Nordfriesland) war ein deutscher Schriftsteller. 

## Biografie

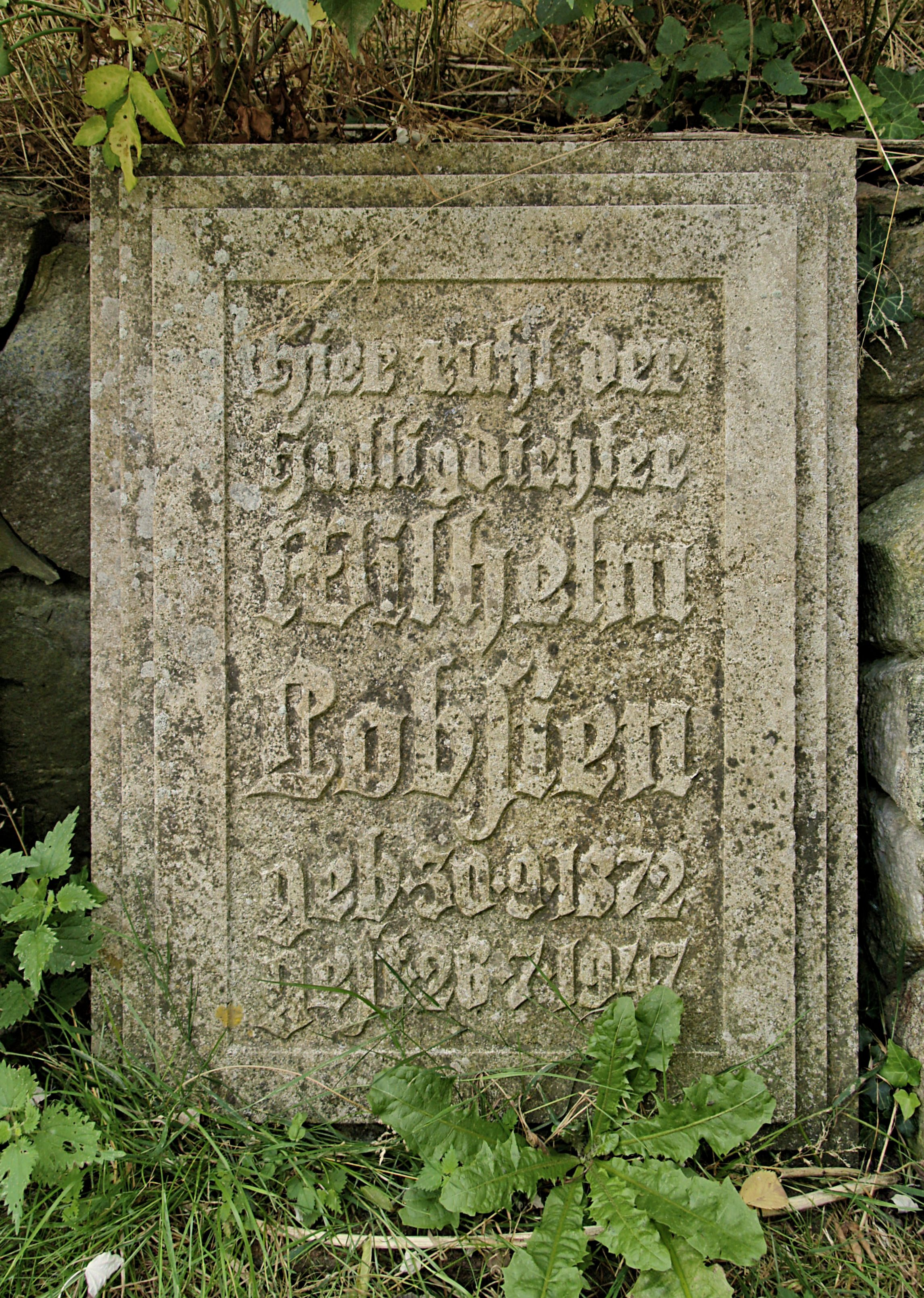
Grabstätte von Wilhelm Lobsien auf der Hallig Oland

Wilhelm Lobsien war der Sohn eines Zollbeamten. Er wuchs auf in Tondern und besuchte dort die Volksschule. Anschließend absolvierte er von 1890 bis 1893 ebendort das Lehrerseminar. Er wirkte als Volksschullehrer in Hoyer und ab 1896 in Kiel, zuletzt als Konrektor. Lobsien wurde auf der Hallig Oland beigesetzt.
Lobsien war neben seinem Lehrerberuf schriftstellerisch tätig. Anfangs veröffentlichte er Gedichte, später vorwiegend erzählende Werke, die meist in Nordfriesland angesiedelt sind, so dass er den Beinamen „Halligdichter“ erhielt. Lobsiens Erzählungen waren bereits früh von starkem Patriotismus und nationaler Gesinnung des Autors geprägt. Während des Dritten Reiches war er Mitglied des nationalsozialistischen „Eutiner Dichterkreises“; 1948 setzten die Behörden in der Sowjetzone sein
1929 erschienenes Werk Jürgen Wullenweber auf die „Liste der auszusondernden Literatur“. – Wilhelm Lobsiens Nachlass befindet sich in der Schleswig-Holsteinischen Landesbibliothek in Kiel.
Der Anglist und Literaturwissenschaftler Eckhard Lobsien ist sein Großneffe.

## Ehrungen
- Es wurden Straßen in Bremen-Neustadt, Büdelsdorf, Hamburg und Kiel-Pries (1956)[1] nach ihm benannt.

## Werke
- Ich liebe Dich. Bremen 1902
- Selige Zeit. Bremen 1902
- Dünung. Bremen 1905
- Hinterm Seedeich. Bremen 1907
- Die erzählende Kunst in Schleswig-Holstein. Altona 1908
- Wellen und Winde. Bremen 1908
- Pidder Lyng. Stuttgart 1909
- Pidder Lyng, der Liekendeeler von Sylt. Mainz 1910
- Die Schiffbrüchigen auf der Hallig. Köln 1910
- Wattenstürme. Glückstadt 1910
- Jodute!. Mainz 1911
- Unter Schwedens Reichsbanner. Mainz 1913
- Der Halligpastor. Berlin 1914
- Heilige Not. Weimar 1914
- Im Eisboot. Berlin 1916
- Nord-Nordwest. Stuttgart 1917
- Ekke Nekkepenn. Hamburg 1918
- Ebba Enevolds Liebe. Hamburg 1919
- Renate Elvershoi und andere Erzählungen. Hamburg 1919
- Das rote Segel und andere Erzählungen. Hamburg 1919
- Nordschleswigs Städte. In: Schleswig-Holsteinisches Jahrbuch (1920), S. 20–29.
- Die Holstenritter. Stuttgart 1920
- Im Nebel. Berlin 1920
- Landunter. Berlin 1921 (kommentierte Neuausgabe in der Reihe "Nordfriesland im Roman", hersg. von Arno Bammé und Thomas Steensen, 2018)
- Der Pilger im Nebel. Berlin 1922
- Letzte Fahrt und andere Novellen. Langensalza 1923
- Das Rosendach. Berlin 1923
- Die Hexenbrücke und andere Dichtungen. Langensalza 1924
- Karsten Deichfahrer und andere Novellen. Berlin 1925
- Die Nordseeinseln. Leipzig 1925 (zusammen mit Albrecht Janssen)
- Um Recht und Freiheit. Köln 1925
- Nordseegeschichten. Halle a.d.S. 1926
- Sturmflut und andere Erzählungen. Mühlhausen in Thür. 1926
- Trutz, blanke Hans!. Reutlingen 1926
- Klaus Störtebeker. Thienemann, Stuttgart 1927 (30. Auflage, 1976, ISBN 978-3-522-10460-9)
  - Boyens, Heide 1995, (2. Auflage, 2006), ISBN 978-3-8042-0675-5
  - Demmler Verlag, Ribnitz-Damgarten 2021, ISBN 978-3-944102-51-1
- Jürgen Wullenweber. Stuttgart 1929
- Das Licht auf dem Berge. Berlin 1929
- Strandläufer. Stuttgart 1929
- Pidder Lyng. Dresden 1931
- Gesa Früddens Weg. Gütersloh 1932
- Hafen binnen. Berlin 1932
- Binne Hayens Kampf um Gott. Heilbronn 1933
- Sonnenwendfeuer. Dresden 1933
- Unterm Leuchtfeuer. Frankfurt a. M. 1933
- Halligleute. Berlin 1935
- Sturm und Stille. Hamburg 1935
- Der Märtyrer. Stuttgart 1937
- Sterne überm Meer. Berlin 1938
- Der Heimkehrer. Dresden [u. a.] 1940
- Uthörn. Heide 1940
- Segnende Erde. Heide 1942
- Koog und Kogge. Heide 1942
- Die weiße Möwe. Heide 1943
- Wind und Woge. Flensburg 1947
- Heimat, Sturm und Meer. Heide i. Holstein 1963

## Herausgeberschaft
- Aus silbernen Schalen. Bremen 1905
- Blau blüht ein Blümelein. Bremen 1905
- Nun singet und seid froh!. Bremen 1906
- Schleswig-holsteinische Sagen und Märchen. Hamburg-Großborstel 1916